# خاندان کودرا
خاندان کودرا (به ژاپنی: 小寺氏 こでらし) یکی از خاندان‌های سامورایی در طی دوره سنگوکو بود. این خاندان شوگو-دایمیو در ولایت هاریما و یک شاخه از خاندان آکاماتسو بود.